# Simon Zimny
Simon Zimny (Divion, 18 maggio 1927 – Épernay, 3 aprile 2007) è stato un calciatore francese, di ruolo difensore.

## Palmarès
- Campionato francese: 2

Stade de Reims: 1952-1953, 1954-1955, 1957-1958
- Supercoppa francese: 1

Stade de Reims: 1955
- Coppa di Francia: 1

Stade de Reims: 1957-1958
- Coppa Latina: 1

Stade de Reims: 1953